# Caricaceae
Caricaceae is een botanische naam, voor een familie van tropische en subtropische planten. Een familie onder deze naam wordt algemeen erkend door systemen van plantentaxonomie, en zo ook door het APG-systeem (1998) en het APG II-systeem (2003). Een synoniem is Papayaceae.
De familie is vooral bekend van de papaja, maar zal vier of vijf genera tellen.
Het genus Cylicomorpha komt voor in West-Afrika, de rest van de familie hoort thuis in Amerika.
Veelal wordt ervan uitgegaan dat het geslacht Carica twee dozijn soorten telt en daarmee de helft van de familie uitmaakt. Bij een revisie in 2000 werden echter alle soorten in dit genus behalve de papaja zelf verplaatst naar het nieuw afgesplitste Vasconcellea. Het is nog niet duidelijk in hoeverre dit geaccepteerd gaat worden.
In het Cronquist-systeem (1981) werd de familie geplaatst in de orde Violales.